# Alpha (Australie)
Pour les articles homonymes, voir Alpha (homonymie).
Alpha (402 habitants) est un hameau du centre du Queensland en Australie sur la Capricorn Highway à 1 051 km au nord-ouest de Brisbane.
Le village est un centre de service pour les habitants de la région. La ville possède un petit aéroport.

## Référence
- Statistiques sur Alpha